# Isham G. Harris
Isham Green Harris, född 10 februari 1818 i Franklin County, Tennessee, död 8 juli 1897 i Washington, D.C., var en amerikansk demokratisk politiker. Han var den 18:e guvernören i Tennessee 1857-1862. Tennessee utträdde ur USA under hans tid som guvernör och blev en av Amerikas konfedererade stater. Efter amerikanska inbördeskriget tillbringade han en tid i exil först i Mexiko, sedan i England. Harris var ledamot av USA:s senat från 1877 till sin död.
Harris studerade juridik och inledde 1841 sin karriär som advokat i Tennessee. Han gifte sig 1843 med Martha Travis. Paret fick åtta barn. Harris representerade Tennessees 9:e distrikt i USA:s representanthus 1849-1853. Han valdes tre gånger till guvernör i Tennessee. När USA:s president Abraham Lincoln 1861 bad Harris om trupper till nordstaternas sida i inbördeskriget, vägrade guvernören att uppfylla presidentens önskan. I stället gick Tennessee med i kriget på sydstaternas sida. Efter utträdet ur USA i juni 1861 blev Tennessee 2 juli 1861 den sista staten som gick med i konfederationen. Tennessees huvudstad Nashville ockuperades 1862 av nordstaternas trupper och Lincoln utnämnde Andrew Johnson till militärguvernör. Harris upphörde sin verksamhet som guvernör och arbetade i stället som officer i den konfedererade staben fram till krigets slut. Efter sin landsflykt återvände han till Tennessee och arbetade som advokat i Memphis.
Harris valdes fyra gånger till senaten. Han var senatens tillförordnade talman, president pro tempore of the United States Senate, 22 mars 1893 — 7 januari 1895 och på nytt från 10 januari till 3 mars 1895. Hans grav finns på Elmwood Cemetery i Memphis.